# Poecilasthena phaeodryas
Poecilasthena phaeodryas är en fjärilsart som beskrevs av Turner 1931. Poecilasthena phaeodryas ingår i släktet Poecilasthena och familjen mätare. Inga underarter finns listade i Catalogue of Life.